# Aname hirsuta
Aname hirsuta is een spinnensoort uit de familie Anamidae. 
Aname hirsuta werd in 1918 beschreven door Rainbow & Pulleine.